# Kościół Biczowania
Kościół Biczowania, znany też jako Kaplica Biczowania (arab. ‏كنيسة الجلد‎, hebr. ‏קפלת ההלקאה‎, łac. Ecclesia Flagellationis) – niewielki kościół w muzułmańskiej dzielnicy Starego Miasta w Jerozolimie na Via Dolorosa, znajdujący się naprzeciwko II Stacji Drogi Krzyżowej.
Zbudowany w XII wieku przez krzyżowców, następnie desakralizowany, używany jako stajnia dla koni, później jako warsztat tkacki, dopóki nie uległ całkowitej ruinie. Ibrahim Pasza w 1838 podarował resztki budowli Kościołowi katolickiemu, reprezentowanemu przez Kustodię Ziemi Świętej. Odbudowę kościoła sfinansował książę Maksymilian Bawarski. W 1929 został przebudowany zgodnie z planami Antonio Barluzziego (1884-1960) w stylu XII wieku. Wnętrze ozdabiają 3 duże witraże wg projektu Duilio Cambellottiego (1876-1960), które pokazują: biczowanie Chrystusa, umywanie rąk przez Piłata i uwolnienie Barabasza. Wyjątkowa mozaika, zdobiąca wnętrze kopuły, przedstawia koronę cierniową na złotym tle, zakwitającą kwiatami (witrażami dachowymi w formie kwiatów), co symbolizuje „cierpienie przynoszące dobro”.

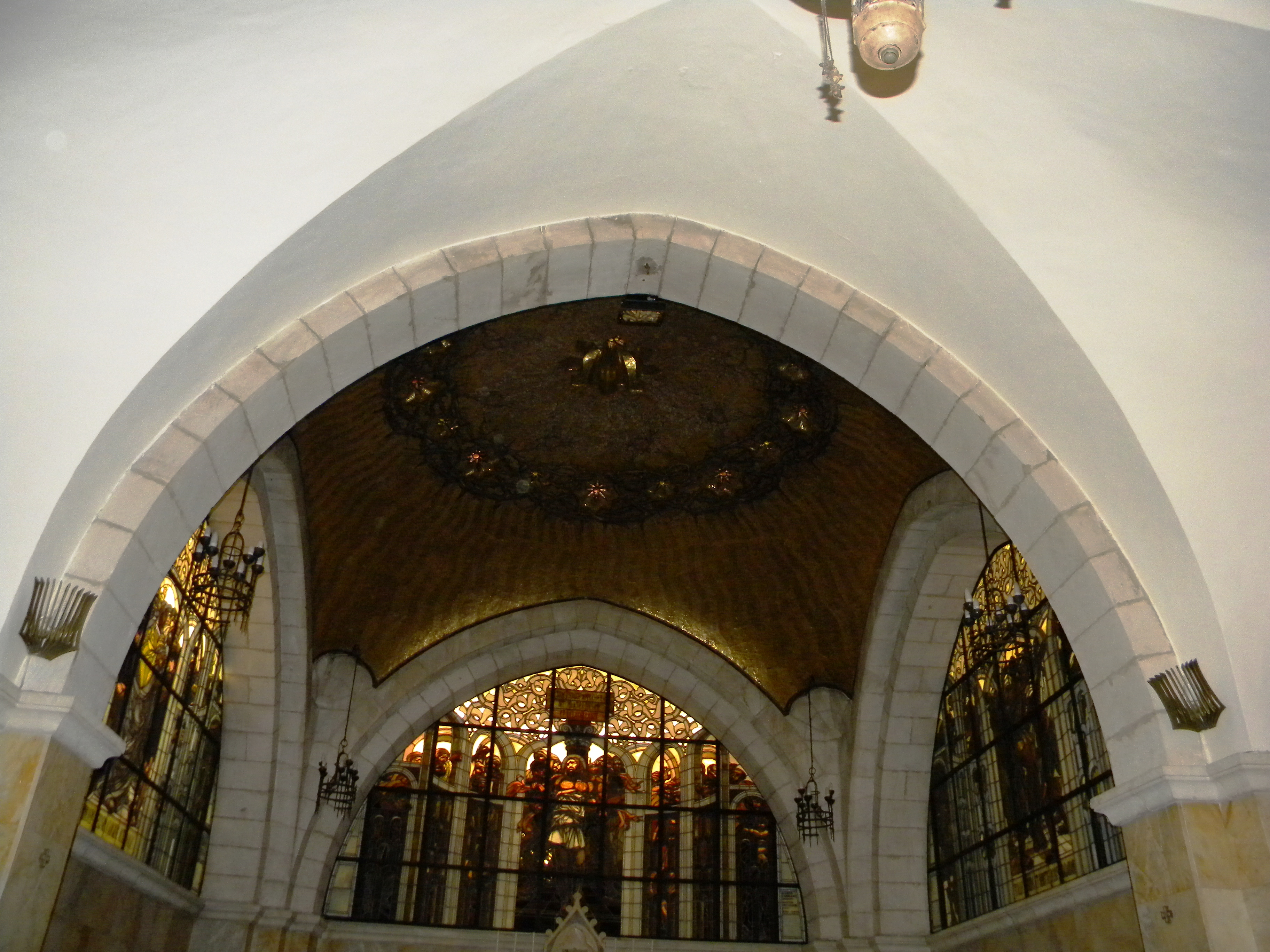
Wnętrze kościoła